# Gilbert Norman
 (mai 2023).
 (mai 2023).
Gilbert Norman (1915-1944) fut, pendant la Seconde Guerre mondiale, un agent secret britannique du Special Operations Executive (SOE). De novembre 1942 à juin 1943, il assura la fonction d'opérateur radio du réseau Prosper-PHYSICIAN, auprès du chef de réseau Francis Suttill. Arrêté et torturé par les Allemands, il fut déporté et exécuté à Mauthausen.

## Identités
- État civil : Gilbert Maurice Norman
- Comme agent du SOE, section F :
  - Nom de guerre (field name) : « Archambaud » ou « Archambault »
  - Nom de code opérationnel pour la RAF et pour la centrale radio : BUTCHER (en français BOUCHER)
  - Autre pseudo : Gilbert Aubin

## Famille
- Son père : Anglais
- Sa mère : Française

## Biographie
1915. Naissance le 7 avril à Saint-Cloud, Île-de-France, de Gilbert Norman.
Éducation en France et en Angleterre.
1940. Il entre dans l'armée, au Régiment d'infanterie légère de Durham. Il sert comme officier de liaison auprès du quartier général de l'armée du général Sikorski.
1942. Il est recruté comme agent du Special Operations Executive (SOE). En novembre ou décembre, il est parachuté en France, dans la région de Tours, pour rejoindre comme opérateur radio le réseau Prosper-PHYSICIAN nouvellement formé. Le réseau se développe au point de devenir le plus important du SOE section F (pour section française). Un second opérateur radio, Jack Agazarian, arrive fin décembre.
1943. Dans la nuit du 23 au 24 juin, un peu après minuit, Norman est arrêté par la Gestapo à son domicile, boulevard Lannes, chez son ami d'enfance Nicolas Laurent, où il est hébergé depuis une semaine dans un appartement donnant de plain-pied sur l'avenue Henri-Martin), en même temps qu'Andrée Borrel « Denise ».
Quelques heures plus tard, vers 10 h du matin, le 24, ce sera le cas également du chef du réseau Francis Suttill « Prosper » à son meublé près de la porte Saint-Denis. Norman est amené au quartier général du Sicherheitsdienst (SD), au 84 Avenue Foch, Paris. Il est interrogé pendant plusieurs jours. Les Allemands utilisent son poste émetteur pour transmettre de faux messages au quartier général du SOE Section F à Londres, Baker Street. Norman tente d'avertir Londres qu'il est capturé, en omettant de donner aux Allemands le second contrôle de sécurité (disposition inconnue des Allemands). Mais il est effondré de constater que Londres ne comprend pas, répondant sèchement qu'il doit corriger son omission ! Les Allemands sont alors en mesure de mettre en place un piège qui conduit à la capture de Jack Agazarian, venu avec Nicolas Bodington (no 2 de la Section F) pour enquêter sur l'effondrement du réseau. Après des interrogatoires brutaux, Norman est envoyé au camp de concentration de Mauthausen.
1944. Norman est exécuté le 6 septembre.

## Reconnaissance
Major Gilbert Norman est honoré :
- au Brookwood Memorial, Surrey, Angleterre,
- au mémorial de Valençay, Indre, comme étant l'un des 104 agents de la section F morts pour la France.

## Distinctions
- Médaille de la Résistance française par décret du 31 mars 1947[3].

### Sources
- Paul Guillaume, La Sologne au temps de l'héroïsme et de la trahison, 394 pages, Orléans, Imprimerie nouvelle, 1946.
- Anthony Cave Brown, La Guerre secrète, le rempart des mensonges, Pygmalion/Gérard Watelet, 1981.
- Michael R. D. Foot, Des Anglais dans la Résistance. Le Service Secret Britannique d'Action (SOE) en France 1940-1944, annot. Jean-Louis Crémieux-Brilhac, Tallandier, 2008,  (ISBN 978-2-84734-329-8) /  (EAN 9782847343298). Traduction en français par Rachel Bouyssou de (en) SOE in France. An account of the Work of the British Special Operations Executive in France, 1940-1944, London, Her Majesty's Stationery Office, 1966, 1968 ; Whitehall History Publishing, in association with Frank Cass, 2004.Ce livre présente la version officielle britannique de l’histoire du SOE en France.
- Richard Seiler, La Tragédie du Réseau Prosper, Pygmalion, 2003.
- John Vader, Nous n'avons pas joué, l'effondrement du réseau Prosper 1943, Le Capucin, 2002. Ce livre est la traduction française du livre Prosper double-cross, Sunrise Press, 1977, traduction, notes et annexes de Charles Le Brun.
- Jacques Bureau, Un soldat menteur, Robert Laffont, 1992. Témoignage direct d'un membre du réseau.
- Jean Lartéguy et Bob Maloubier, Triple jeu, l'espion Déricourt, Robert Laffont, 1992.
- Article Gilbert Norman de Wikipédia en anglais.
- Libre Résistance, bulletin d’information et de liaison, anciens des Réseaux de la Section F du S.O.E. (Special Operations Executive), Réseaux BUCKMASTER, no 30, 4e trimestre 2010, p. 8.
- (en) Fiche Gilbert Norman avec photo, sur le site SFRoH.
- Bob Maloubier, Les Secrets du Jour J : Opération Fortitude, Churchill mystifie Hitler, Les Éditions la Boétie, 2014,  (ISBN 978-2-36865-033-2).